# Песешет
Песешет се сматра првом женом лекаром у старом Египту. Живела је и радила током четврте династије (иако неки истраживачи сматрају да је живела током пете династије), међутим, Мерит-Птах је живела раније, током  друге династије. Њена титула је бил "дама која надгледа женске лекаре", али да ли је она сама била лекар није сигурно. Такође је имала титулу краљев познаник и надгледач погребних свештеника краљеве мајке.
Верује се да је имала сина Ахетхепа у чијој мастаби у Гизи су пронађена њена лична лажна врата. На вратима је приказан и мушкарац који се зове Канефер и могуће је да јој је ово био муж.
Могуће је да је учила бабичлук у староегипатској медицинској школи у Саису. Бабице које се баве бабичлуком су сигурно постојале у старом Египту, иако није познат термин којим се ова пракса означава. Иако Танах није поуздан историјски извор за догађаје пре 7. века пре нове ере, у књизи изласка 1,16.